# Josef Aigner
Pour les articles homonymes, voir Aigner.
Josef Aigner est un négociant et un homme politique allemand, né le 1er mars 1846 à Frontenhausen (royaume de Bavière) et mort le 9 janvier 1907 à Mainburg (royaume de Bavière). Membre du parti Zentrum, il siège à la Chambre des députés de Bavière (de) puis au Reichstag.

## Biographie
Aigner est scolarisé à la Volksschule et suit des cours privés. Il fait un apprentissage de 1860 à 1863 puis est employé jusqu'en 1968. Il devient ensuite militaire et participe à la guerre de 1870 contre la France. À Mainburg, il est négociant indépendant à partir de 1874 et plénipotentiaire communal de 1876 à 1884. Il est conseiller de la magistrature de 1885 à 1889, puis conseiller de district et contrôleur des comptes à Mainburg à partir de 1890. En 1900, il devient le premier président de la branche basse-bavaroise de l'Association allemande de production de houblon.
Aigner devient membre de la Chambre des députés de Bavière (de) en 1893 et député du Reichstag pour la sixième circonscription de Basse-Bavière (arrondissements de Kelheim, Rottenburg-sur-la-Laaber (de) et Mallersdorf (de)) en 1898 ; il conserve ces deux fonctions jusqu'à sa mort le 9 janvier 1907.
À Mainburg, le chemin qui longe l'internat pour décorateurs et selliers porte son nom.